# Друга середня вага в боксі
Друга середня вага (англ. super middleweight, також англ. light cruiserweight) — вагова категорія у боксі. Виступають боксери до 76,2 кг. (168 фунтів).

## Чемпіони
Чоловіки
| Організація | Дата здобуття  | Чемпіон        | Рекорд         | Захисти |
| ----------- | -------------- | -------------- | -------------- | ------- |
| WBA         | 19 грудня 2020 | Сауль Альварес | 63–2–2 (39 KO) | 9       |
| WBC         | 19 грудня 2020 | Сауль Альварес | 63–2–2 (39 KO) | 9       |
| IBF         | 4 травня 2025  | Сауль Альварес | 63-2-2 (39 КО) | 0       |
| WBO         | 8 травня 2021  | Сауль Альварес | 63–2–2 (39 KO) | 7       |
|             |                |                |                |         |

Жінки
| Організація | Дата здобуття   | Чемпіон             | Рекорд         | Захисти |
| ----------- | --------------- | ------------------- | -------------- | ------- |
| WBA         | 30 квітня 2022  | Франшон Крюс-Дезурн | 8-1-0-1 (2 KO) |         |
| WBC         | 13 вересня 2018 | Франшон Крюс-Дезурн | 8-1-0-1 (2 KO) |         |
| IBF         | 30 квітня 2022  | Франшон Крюс-Дезурн | 8-1-0-1 (2 KO) |         |
| WBO         | 14 вересня 2019 | Франшон Крюс-Дезурн | 8-1-0-1 (2 KO) |         |

### РейтингThe Ring
Станом на 2 червня 2022.
Легенда:
 Ч  Чинний чемпіон світу за версію журналу The Ring
| Ранг | Ім'я             | Рекорд (W–L–D) | Титул(и)           |
| ---- | ---------------- | -------------- | ------------------ |
| C    | Сауль Альварес   | 57–2–2 (39 KO) | IBF, WBA, WBC, WBO |
| 1    | Девід Бенавідес  | 26–0 (23 KO)   |                    |
| 2    | Калеб Плант      | 21–1 (12 KO)   |                    |
| 3    | Ентоні Діррелл   | 35–2–2 (25 KO) |                    |
| 4    | Джон Райдер      | 31–5 (17 KO)   |                    |
| 5    | Крістіан Мбіллі  | 21–0 (19 KO)   |                    |
| 6    | Зак Паркер       | 22–0 (16 KO)   |                    |
| 7    | Лерон Річардс    | 16–0 (3 KO)    |                    |
| 8    | Девід Моррелл    | 6–0 (5 KO)     |                    |
| 9    | Ерік Базінян     | 6–0 (5 KO)     |                    |
| 10   | Володимир Шишкін | 13–0 (8 KO)    |                    |

## Найдовші чемпіонські терміни
|     | Боксер            | Чемпіонський термін           | Чемпіонство                  | Захисти |
| --- | ----------------- | ----------------------------- | ---------------------------- | ------- |
| 1.  | Джо Кальзаге      | 10 років, 11 місяців, 15 днів | IBF, WBA, WBO, WBC, The Ring | 21      |
| 2.  | Андре Ворд        | 5 років, 11 місяців, 21 день  | WBA (Super), WBC, The Ring   | 6       |
| 3.  | Свен Оттке        | 5 років, 5 місяців, 3 дні     | IBF, WBA (Super)             | 21      |
| 4.  | Френкі Лайлс      | 4 роки, 10 місяців, 0 днів    | WBA                          | 8       |
| 5.  | Лучіан Буте       | 4 роки, 7 місяців, 7 днів     | IBF                          | 9       |
| 6.  | Кріс Юбенк        | 4 роки, 4 місяці, 0 днів      | WBO                          | 14      |
| 7.  | Пак Чонг Пал      | 3 роки, 7 місяців, 17 днів    | IBF, WBA                     | 10      |
| 8.  | Найджел Бенн      | 3 роки, 4 місяці, 28 днів     | WBC                          | 9       |
| 9.  | Хільберто Рамірес | 3 роки, 1 місяць, 5 днів      | WBO                          | 4       |
| 10. | Роберт Штігліц    | 3 роки, 0 місяців, 3 дні      | WBO                          | 6       |
| 11. | Міккель Кесслер   | 2 роки, 11 місяців, 23 дні    | WBA (Super)                  | 4       |